# Puerto de Feodosia
El puerto comercial de Feodosia es un puerto marítimo de Crimea situado en la República Autónoma de Crimea de Ucrania y reclamada por República de Crimea de Rusia. Es uno de los principales puertos del mar Negro, está especializado en el manejo de petróleo, siendo el puerto que más lo transporta de toda Crimea. También se realizan transporte de mercancías y personas.

## Geografía
El puerto está situado en la parte occidental de la bahía de Feodosia del mar Negro. La navegación es posible todo el año, ya que el agua del mar nunca se ve afectado en esta zona por la bajas temperaturas. La profundidad en el golfo es de 24 metros en las zonas de aguas portuarias.